# Kneiff
Kneiff é uma colina de Troisvierges, Luxemburgo, o ponto mais alto daquele país com 560 metros de altitude. Tem mais 1 m do que o Buurgplaatz, que é muitas vezes tomado erradamente como o ponto mais alto do Luxemburgo. Fica próximo da localidade de Wilwerdange e apenas a cerca de 250 m da fronteira Bélgica-Luxemburgo.